# La Ferté-Bernard
 La Ferté-Bernard  es una población y comuna francesa, situada en la región de Países del Loira, departamento de Sarthe, en el distrito de Mamers y cantón de La Ferté-Bernard.

## Demografía
| 5979 | 7444 | 9137 | 9614 | 9355 | 9239 |
| Para los censos de 1962 a 1999 la población legal corresponde a la población sin duplicidades (Fuente: INSEE [Consultar]) |      |      |      |      |      |